# Litewski Front Aktywistów
Litewski Front Aktywistów (lit. Lietuvos Aktyvistų Frontas, LAF) – litewskie ugrupowanie polityczne na emigracji w Niemczech istniejące w latach 1940–1941.
Po zajęciu Litwy przez wojska sowieckie w połowie czerwca 1940 r. litewscy działacze polityczni ratowali się ucieczką za granicę, w tym w części do Niemiec. 17 listopada powstał w Berlinie Litewski Front Aktywistów, na czele którego stanął były ambasador Litwy w Rzeszy Kazys Škirpa. W skład Frontu weszli przedstawiciele większości litewskich partii politycznych, od lewicowych po prawicowe. Celem LAF było wyzwolenie Litwy i odbudowanie jej niepodległości. Konspiracyjne struktury powstały też w kilku litewskich miejscowościach. Dość szybko kierownictwo LAF opanowali zwolennicy przekształcenia przyszłej Litwy na wzór faszystowski, chociaż przez cały okres jego działalności toczyły się spory między reprezentantami różnych rozwiązań. Front patronował rozwijającej się na Litwie konspiracji, przygotowując na stosowną chwilę wybuch powstania narodowego. Stał się centralnym ośrodkiem koordynującym dla innych konspiracyjnych organizacji działających w okupowanym kraju, jak Żelazny Wilk, czy Litewska Armia Wolności. Za najlepszy moment rozpoczęcia ogólnonarodowego zrywu uznano planowany niemiecki atak na ZSRR, kiedy obie strony będą zajęte walką ze sobą. Wykorzystując ten fakt, zamierzano proklamować niepodległe państwo litewskie. W miarę zbliżania się konfliktu niemiecko-sowieckiego jego działaniami coraz bardziej zainteresowane były hitlerowskie służby wywiadowcze, w tym Abwehra. Część członków LAF przeszło przeszkolenie dywersyjno-wywiadowcze, a następnie byli przerzucani na terytorium Litwy, co było częścią przygotowań do wojny z Sowietami. Szmuglowano także materiały propagandowe o charakterze antykomunistycznym oraz instruujące, jak należy postępować po wybuchu działań wojennych. Krótko przed wybuchem wojny niemiecko-sowieckiej LAF liczył ok. 36 tys. członków.
Po napaści Niemiec na ZSRR 22 czerwca 1941 r. na Litwie doszło do licznych wystąpień zbrojnych. Następnego dnia działacze LAF ogłosili niepodległość kraju. 24 czerwca powstał podziemny rząd, którego 4 członków zdążyli jeszcze aresztować Sowieci. Pod auspicjami LAF powstały oddziały partyzanckie, cieszące się poparciem ludności Litwy Kowieńskiej. Na ich stronę przeszła dość liczna grupa dezerterów z 29. Korpusu Terytorialnego Armii Czerwonej. Partyzanci atakowali wycofujące się oddziały sowieckie, likwidowali kolaborantów. Spektakularny sukces odnieśli w Kownie, gdzie dwa oddziały powstańcze w łącznej sile ok. 800 ludzi weszły do miasta i opanowały rozgłośnię radiową oraz budynki rządowe. 28 czerwca przedstawiciele wileńskich i kowieńskich struktur LAF utworzyli litewski rząd tymczasowy z Juozasem Ambrazevičiusem jako premierem, który miał przejąć władzę w kraju po całkowitym wyzwoleniu spod okupacji sowieckiej. K. Škirpa znalazł się natomiast w areszcie domowym w Berlinie. Jednakże Niemcy nie zamierzali oddawać Litwinom rządów i w sierpniu rząd rozwiązał się. We wrześniu LAF przesłało do władz niemieckich memorandum z protestem przeciwko okupacji Litwy. W odpowiedzi ugrupowanie 26 września zostało oficjalnie rozwiązane. Część działaczy aresztowano i zesłano do obozów koncentracyjnych. Natomiast wielu innych wstąpiło do różnych formacji zbrojnych kolaborujących z Niemcami.
Członkowie LAF są oskarżani o mordowanie Żydów w okresie po 22 czerwca 1941 r., (przed przybyciem wojsk niemieckich). Ponadto w czasie swojej krótkiej działalności rząd kowieński wydał kilka aktów prawnych dyskryminujących ludność żydowską, przede wszystkim "Žydų padėties nuostatus", który regulował jej status w państwie.